# Calligrapha californica
Calligrapha californica es una especie de escarabajo del género Calligrapha, familia Chrysomelidae. Fue descrita científicamente por Linell en 1896.
Esta especie se encuentra en América del Norte. La larva se alimenta de Bidens y posiblemente de otras plantas.